# Agustí Guisasola Prados

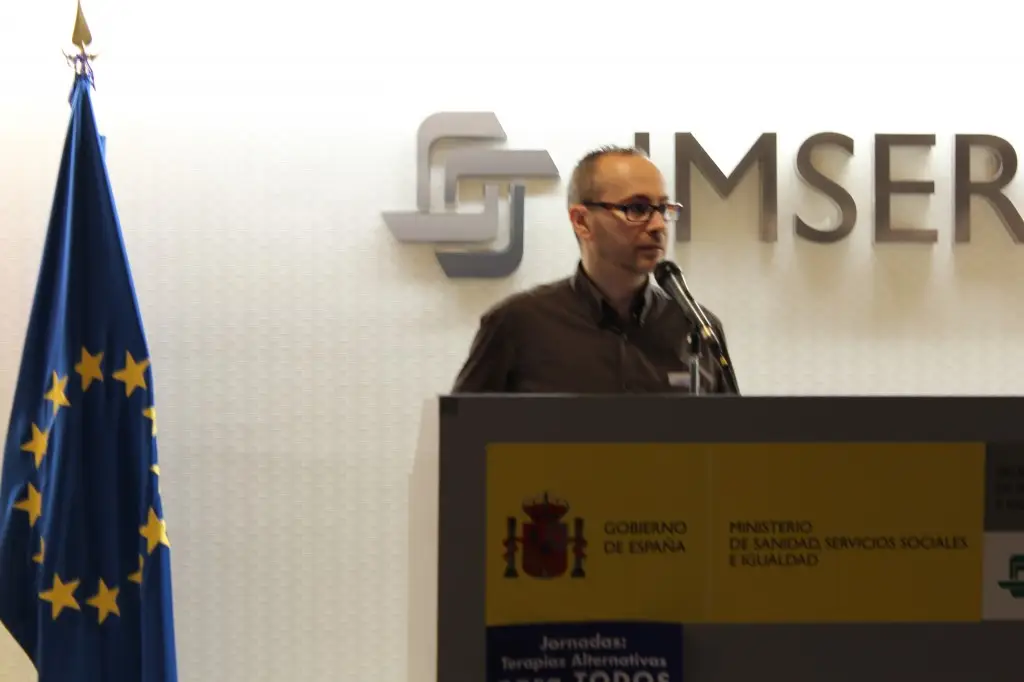
Agustí Guisasola durant una activitat de divulgació sobre mindfulness al Ministeri d'Educació i Ciència, Madrid, 2011..

Agustí Guisasola Prados (Barcelona, 1969) és un filòsof espanyol especialitzat en estètica i filosofia pràctica. Doctor en Filosofia per la Universitat de Barcelona, va defensar la seva tesi titulada Kalós: demostració filosòfica del concepte bellesa el 2012.
Els seus treballs acadèmics se centren en qüestions filosòfiques com l'estètica, la teoria del coneixement i l'antropologia filosòfica. Ha publicat articles en revistes especialitzades i ha participat en congressos acadèmics internacionals.

## Trajectòria acadèmica
Guisasola ha creat una línia de pensament centrada en la transdisciplinarietat filosòfica, amb èmfasi en l'estètica, la teoria del coneixement i les aplicacions contemporànies de l'estoïcisme. Alguns dels seus treballs han estat publicats en revistes especialitzades i actes de congressos acadèmics.
Entre els seus temes recurrents destaquen la identitat de l'art contemporani i la recuperació del concepte de bellesa des de perspectives filosòfiques clàssiques. El seu article La identidad del arte a finales del milenio ha estat citat en estudis sobre estètica crítica.

## Obres i publicacions seleccionades

### Articles i capítols
- La identidad del arte a finales del milenio: crítica radical desde el purismo estético al arte genuinamente contemporáneo. Thémata: Revista de filosofía, núm. 23, 1999, pág. 427–431.
- La teoria hólica como posibilidad de conocimiento universal. En: Filosofía de la cultura. Sociedad Hispánica de Antropología Filosófica, 2001, pág. 169–173.
- El problema de la belleza desde una nueva antropología filosófica. Revista de Psicología Transpersonal Iberoamericana ATI, 2022, ISSN 2788-4023 (imprès) / ISSN 2788-4031 (digital), pàg. 09–12.
- El resurgir de la vertiente práctica de la filosofía en el asesoramiento filosófico.. Ponència presentada en les Actes del IX Congreso Internacional de Antropología Filosófica, Universidad de Teruel, Zaragoza, 2010.

### Llibres
- Mi Cuaderno de Mindfulness: Relatos inspiradores para tomar conciencia. Independently published, 2020. Google Books
- Encuentra Tu Propósito de Vida: Cuaderno de Citas y Ejercicios. Independently published, 2025. Google Books
- No–Art: La Estafa en el Arte Contemporáneo. Independently published, 2025. Google Books
- Kalós: demostració del concepte de bellesa des d'una perspectiva transdisciplinària. Independently published, 2011. Google Books

## Participació pública
Ha estat convidat en espais de divulgació sobre filosofia i art, com ara el canal Escola de Filosofia Estoica, on ha abordat temes com la bellesa, l'art contemporani i l'estoïcisme.